# Nornalup minusculus
Nornalup minusculus – gatunek chrząszcza z rodziny kusakowatych i podrodziny marnikowatych.

## Taksonomia
Gatunek ten opisali po raz pierwszy w 2017 roku Park Jong Seok i Donald S. Chandler na łamach ZooKeys. Jako miejsce typowe wskazano szlak na Nancy Peak w Parku Narodowym Porongurup w Australii.

## Morfologia
Chrząszcz o ciele długości od 1,2 do 1,6 mm i żółtawobrązowym do rudobrązowego ubarwieniu. Głowę ma trójkątną w zarysie, o dużych, dłuższych od skroni oczach. U obu płci człony czułków pierwszy i drugi są dłuższe niż szerokie, a trzeci niemal kwadratowy. Guzki u samca występują na członach od czwartego do jedenastego, u samicy zaś od ósmego do jedenastego. Pokrywy mają zarys dłuższego niż szerszego prostokąta. Skrzydła tylnej pary są w pełni wykształcone. Na zapiersiu znajdują się zarówno dołki boczne, jak i dołek środkowy. Odwłok cechuje się długościami tergitu i sternitu czwartego segmentu około półtorakrotnie większymi od długości tergitu i sternitu segmentu piątego. U samic dziewiąty sternit ma prostą krawędź przednią. Genitalia samca cechują się zaokrągloną fallobazą oraz obecnością dwóch małych, w widoku bocznym L-kształtnie zagiętych płatów na szczycie edeagusa.

## Ekologia i występowanie
Owad endemiczny dla Australii, znany tylko z Australii Zachodniej, gdzie zamieszkuje m.in. parki narodowe Porongurup i  Stirling Range. Zasiedla lasy i zadrzewienia zdominowane przez eukaliptusy, także z domieszką Hibbertia. Bytuje w ściółce i pod butwiejącymi kłodami.